# Jake Kasdan
Jake Kasdan, född 28 oktober 1974 i Detroit, Michigan, är en amerikansk regissör och filmproducent.

## Liv och karriär
Jake Kasdan är son till manusförfattaren och filmregissören Lawrence Kasdan, som bland annat skrivit manus till Rymdimperiet slår tillbaka och Bodyguard. Även hans yngre bror Jon Kasdan är verksam som filmregissör.
Kasdan är gift med sångerskan Inara George.
Jake Kasdan gjorde sin debut med filmen Zero Effect, från 1998 som han regisserade, producerade och skrev manus till. Han har följt upp Zero Effect med filmer som Orange County (2002) och Walk Hard: The Dewey Cox Story (2007). Han har även varit delaktig i flera TV-produktioner såsom Nollor och nördar och New Girl.

## Filmografi (urval)
- 1998 – Zero Effect (regi, manus, produktion och roll)
- 1999–2000 – Nollor och nördar (TV-serie) (regi och produktion)
- 2002 – Orange County (regi)
- 2007 – Walk Hard: The Dewey Cox Story (regi och manus)
- 2008 - Californication, avsnitt In a Lonely Place (gästregissör)
- 2011 – Bad Teacher (regi)
- 2011–2013 – New Girl (TV-serie) (produktion)
- 2011 – Friends with Kids (produktion)
- 2014 – Sex Tape  (regi)
- 2014 – Bad Teacher 2 (regi och produktion)